# Оди (Горацій)
Оди, Пісні (лат. Carmina) — збірник віршів римського поета Квінта Горація Флакка в чотирьох книгах, опублікованих в 23 і 13 до н. е. (перші три книги. Загалом включає 103 вірші, написані у жанрі монодичної лірики. Зразками для автора служили Анакреонт, Піндар, Сапфо, насамперед Алкей; Горацій бачить своє право на літературне безсмертя у тому, що він «перший звів еолійську пісню на італійський лад».
Перша книга містить вірші, написані споконвічно грецькими розмірами — алкеєвою, сапфічною, асклепіадовою строфами та ін. Загалом тут налічується 13 строфічних форм, з яких раніше в латинській поезії зустрічався лише сапфічний вірш (Катулла). У латинському трактуванні грецьких прототипів Горацій продемонстрував метричну майстерність, що залишилася неперевершеною.
Оди відрізняються високим стилем, який відсутній в еподах і від якого Горацій відмовляється у сатирах. Відтворюючи метричну побудову та загальний стилістичний тон еолійської лірики, поет у всьому іншому йде власним шляхом. Він використовує художній досвід різних епох і часто перегукується з поезією еллінізму, а грецька форма стає вбранням для елліністично-римського змісту.
Окреме місце у збірнику посідають «Римські оди» (III, 1—6), у яких у закінченому вигляді виражено ставлення Горація до ідеологічної програми Августа. Оди пов'язані загальною темою та єдиним віршованим розміром (улюбленою Горацієм алкеєвою строфою). Програма «Римських од» така: гріхи батьків, вчинені ними під час громадянських воєн і як прокляття, що тяжіють над дітьми, будуть викуплені лише поверненням римлян до старовинної простоти вдач і давнього шанування богів. «Римські оди» відбивають стан римського суспільства, вступив у вирішальну стадію еллінізації, яка надала культурі Імперії ясний греко-римський характер.
Ювелірно оброблена і «насичена думкою», але стримана і безпристрасна лірика не зустріла у сучасників того прийому, на який чекав автор. Її знаходили надмірно аристократичною та недостатньо оригінальною. Проте «Оди» залишилися одним із найзнаменитіших пам'яток латинської поезії. Особливу популярність здобула 30-а ода третьої книги, в якій Горацій обіцяє собі безсмертя як поету: вона викликала численні наслідування, у тому числі написані Державіним і Пушкіним.

## Переклади українською
- Квінт Горацій Флакк. Твори. Оди. пер. з латини Андрія Содомори. — Львів: видавництво «Апріорі», 2021.